# Berenice (opéra)
Pour les articles homonymes, voir Bérénice.

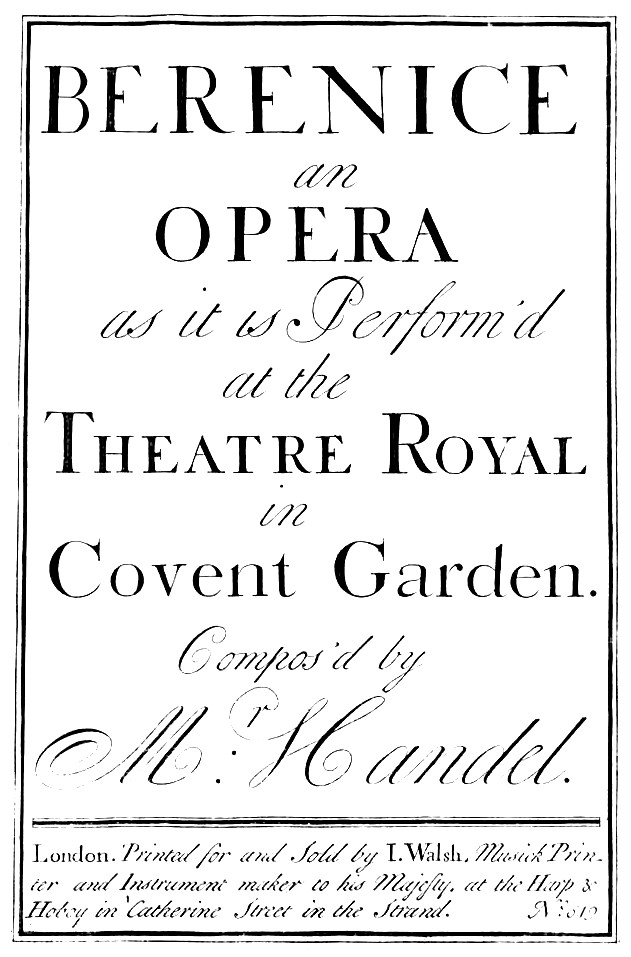
Haendel, Georg Friedrich : Bérénice un opéra tel qu'il est interprété au Théâtre Royal de Covent Garden / Composé par M. : Haendel. - [score]. -

Berenice, regina d'Egitto (Bérénice, Reine d'Egypte) (HWV 38) est un opéra en trois actes composé par Georg Friedrich Haendel. Le livret est en italien et fut rédigé par Antonio Salvi en Italie en 1709. La première eut lieu au Théâtre de Covent Garden à Londres, le 18 mai 1737. L'opéra ne remporta pas un fort succès et ne fut ainsi joué que quatre fois.
L'histoire se fonde en grande partie sur la vie de Bérénice III, fille de Ptolémée IX (le personnage principal d'un autre opéra de Haendel, Tolomeo). La scène se déroule aux alentours de 81 avant Jésus-Christ.

## Histoire
Bérénice fut le dernier opéra que Haendel écrivit pour le Théâtre de Covent Garden. Le faible succès et le nombre de représentations limitées de Bérénice s'expliquent en partie par la situation délicate de l'opéra italien en Angleterre; en effet, le public a tendance à délaisser ces représentations. L'opéra fut repris une fois en 1743, à Brunswick, avant de tomber dans l'oubli.

## Argument
En Égypte, vers l'an 81 av. J-C

### Acte I
Bérénice aime Demetrio, qui s'est allié à l'ennemi de l'Égypte, le roi Mithridate ; mais elle est prête à laisser la politique gouverner son cœur : pour conclure une alliance avec Rome, elle épousera un Romain. Fabio, l'envoyé romain, lui présente l'homme que Rome lui a choisi pour époux, Alessandro. Ce dernier tombe amoureux de Bérénice dès qu'il la voit. Mais voilà qu'elle refuse que l'on choisisse pour elle. Fabio rappelle à Alessandro que si Bérénice le refuse, il devra épouser sa sœur Sélène. Il suggère à Alessandro de suivre l'exemple de l'abeille, qui ne s'arrête jamais longtemps sur une fleur.
Dans les appartements royaux de la princesse Sélène
Demetrio et Sélène s'aiment en secret. Sélène sait que sa sœur, la reine, serait furieuse si elle l'apprenait et le supplie de partir. Mais il lui confie que son ami Mithridate pourrait l'aider à détrôner sa sœur. Il part et Sélène apprend de la bouche d'Aristobolo que Rome insiste maintenant pour que Bérénice épouse Alessandro ; Demetrio doit être exécuté. La nouvelle bouleverse Sélène. Bérénice vient informer sa sœur qu'elle doit épouser « un prince de sang royal ». Lorsqu'elle comprend qu'il s'agit d'Arsace, Sélène est amèrement déçue. Bérénice prend la rougeur qui monte aux joues de Sélène pour une preuve d'amour. Arsace s'imagine que l'amour qu'il porte à Sélène a maintenant quelque chance de succès.
Une salle du palais
Alessandro a sauvé la vie de Demetrio, et Bérénice le regarde maintenant d'un nouvel œil. Mais il repousse sa gratitude : il ne recherche que le mérite de l'honneur. Bérénice promet à Demetrio qu'elle prendra son parti : ses ennemis à lui seront ses ennemis à elle (duo Se il mio amor).

### Acte II
Dans les appartements de la reine
Sans sa chère Sélène, Demetrio dépérit. Il a perdu le goût du pouvoir et est horrifié lorsqu'il entend Fabio annoncer que Rome désire maintenant qu'Alessandro épouse Sélène. Bérénice rejette la requête en affirmant que Sélène est déjà promise à Arsace. Fabio lui présente une alternative simple, la guerre ou la paix. Demetrio reste impassible à l'idée d'une guerre, ce qui plaît à Bérénice, car elle aime le voir en colère. Resté seul, Demetrio s'imagine que Sélène l'a trahi en acceptant d'épouser Arsace. Pour se venger, il conspirera avec Mithridate, et même avec les Furies des Enfers, contre l'Égypte (Su, Megera, Risifone, Aletto !)
Alessandro rêve d'adorer sa déesse Bérénice. Il entend Aristobolo ordonner à Arsace de laisser Sélène à Alessandro afin de préserver la paix avec Rome. Alessandro refuse de se marier sans amour et est donc heureux de céder Sélène à Arsace. Mais Aristobolo persuade Arsace de renoncer à Sélène. Arsace évalue les risques conflictuels de l'amour et de la gloire, et accepte avec perplexité. Comme le souligne Aristobobo, sans la politique le monde serait beaucoup plus honnête.
Dans les appartements de Sélène
La jalousie pousse Demetrio à accuser Sélène d'infidélité ; il menace de tuer son rival Arsace et admet avoir feint d'aimer Bérénice. Bérénice entend cette révélation et explose de fureur contre la trahison de Demetrio. D'une manière vindicative, la reine force Sélène à accorder sa main à Arsace. Toutefois, Arsace insiste pour sacrifier son propre bonheur à l'Égypte et offre donc Sélène à Alessandro, qui la refuse à son tour, car elle ne l'aime pas. Furieuse, Bérénice envoie Demetrio à la tour. Il se déclare enfin : il aimera toujours Sélène, même en prison (Si, tra i ceppi). Sélène rejette Arsace parce qu'il s'est montré indigne d'elle.

### Acte III
Bérénice entend Demetrio confirmer qu'il est prêt à mourir pour Sèlène. Rome perd patience envers l'Égypte. Bèrénice confie à Fabio son anneau royal : à lui de décider qui elle épousera ; l'homme qu'il aura choisi lui rapportera l'anneau. Seule, elle constate que cette divinité aveugle qu'est l'amour a des caprices incompréhensibles (Chi t'intende).
Le jardin royal
Arsace fait à nouveau la cour à Sélène, qui promet de l'épouser s'il libère Demetrio. Alessandro apporte à Arsace l'anneau royal : comme il provient de Fabio et non de Bérénice elle-même, Alessandro refuse naturellement d'en tirer avantage. Arsace l'accepte et promet de faire connaître à la reine les sentiments d'Alessandro. Lorsque Fabio revient pour mener Alessandro à son mariage, il est horrifié de découvrir que le Romain insiste encore pour laisser Bérénice choisir elle-même son mari. Alessandro explique que Cupidon a remis son sort entre les mains de la reine.
Bérénice décide de punir Demetrio pour sa double trahison et ordonne à Aristobolo de lui apporter la tête de Demetrio au temple. Elle s'ordonne à elle-même de ne pas pleurer (Avvertite, mie pupille).
Bérénice confie Demetrio à la déesse Isis et à ses ministres. Sélène la supplie de le laisser en vie, puis demande de se joindre à Demetrio dans la mort. Arsace intervient, offre sa propre vie et rend son anneau à Bérénice. Alessandro explique qu'il l'a donné à Arsace, car il souhaitait être choisi pour mari par Bérénice et non par Rome. Émue par le beau geste d'Alessandro, elle découvre qu'elle l'aime. Dans un duo, ils célèbrent leur amour mutuel. Bérénice laisse à Alessandro le soin de décider du sort de Demetrio et il lui sauve la vie. Arsace autorise ensuite Demetrio à épouser Sélène et tous célèbrent la fin des querelles entre l'amour et la politique.

## Rôles
| Rôle                        | Voix            | Distribution de la première, 18 mai 1737 |
| --------------------------- | --------------- | ---------------------------------------- |
| Bérenice, Reine d'Egypte    | soprano         | Anna Maria Strada                        |
| Sélène, sa sœur             | alto            | Francesca Bertolli                       |
| Alessandro, un noble Romain | soprano castrat | Gioacchino Conti                         |
| Demetrio, un prince         | alto castrato   | Domenico Annibali                        |
| Arsace, un autre prince     | alto            | Maria Caterina Negri                     |
| Fabio, un messager Roman    | ténor           | John Beard                               |
| Aristobolo, un capitaine    | basse           | Henry Reinhold                           |

## Enregistrements
- Un enregistrement studio avec Julianne Baird (Berenice), Andrea Matthews (Alessandro), Jennifer Lane (Demetrio), D'Anna Fortunato (Selene), Drew Minter (Arsace), John McMaster (Fabio), Jan Opalach (Aristobolo), avec the Brewer Baroque Chamber Orchestra dirigé par Rudolph Palmer, a été édité en 1995 sur CD (Newport Classics 1161828).
- un autre enregistrement existe, réalisé à la Villa San Fermo de Lonigo en 2009 et publié en 2010 chez EMI records (Virgin classics, 2010) sous la direction d'Alan Curtis (1934-2015) avec Klara Ek (Berenice), Angela Bohlin (Alessandro), Franco Fagioli (Demetrio), Romina Basso (Selene), Mary-Ellen Nesi (Arsace), Anicio Giustiniani Zorzi (Fabio), Vito Priante (Aristobolo) et le Il Complesso barocco (Amsterdam).